# Gura Padinii
Gura Padinii es una comuna ubicada en el distrito de Olt, Rumania.

## Superficie
Posee una superficie de 54,70 kilómetros cuadrados.

## Demografía
Hasta 2021 la población era de 1539 habitantes, con una densidad de población de 28,14 habitantes por kilómetro cuadrado.